# Kämergasse (Düren)

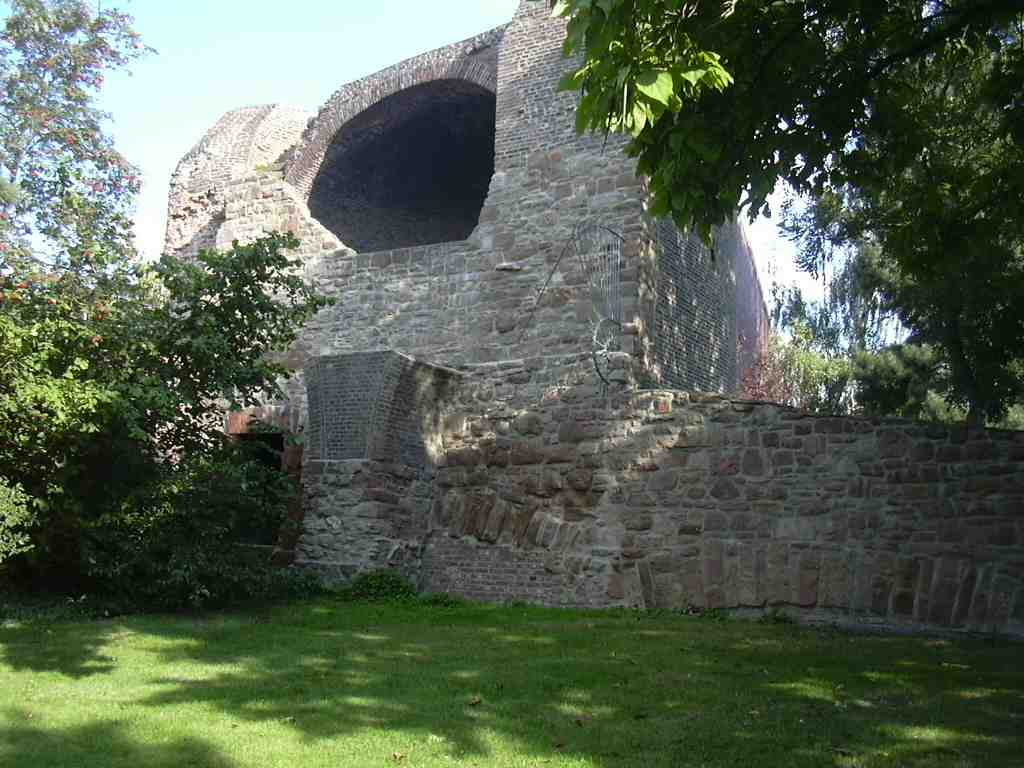
Der Spießenturm in der Grünanlage an der Kämergasse

Die Kämergasse in der Kreisstadt Düren (Nordrhein-Westfalen) ist eine alte Innerortsstraße.

## Lage
Die Straße verbindet die Oberstraße mit dem Altenteich. Die Gasse, die als zweispurige Nebenstraße ausgebaut ist, lag früher innerhalb der Dürener Stadtbefestigung.

## Geschichte
Die Kämergasse wurde Kemersgasse, Schemersgasse, vicus pannatica oder ab 1355 Kempnergasse, ab 1546 Kemersgasse und ab 1599 Keimersgasse genannt.
Obwohl über die Entstehung des Namens keine Klarheit herrscht, ist anzunehmen, dass der Name von dem damals in der Straße gelegenen Kemperhof abgeleitet wird. Am 26. September 1893 haben die Bewohner der Kämergasse beantragt, den Straßennamen abzuändern, wozu der Stadtrat aber keinen Anlass sah.
Diese Kämergasse verband die Oberstraße mit der Kalle (op de Kallen) auf dem Altenteich. Die alte Straßenbezeichnung „op de Kalle“ war ein Teilstück des heutigen Altenteichs zwischen Stürtzstraße und Steinweg. In der Kämergasse wohnten und arbeiteten damals die Wolltuchmacher, die die Wolltuche kämmten. Außer diesen wohnten in der Gasse die Wollweber und sonstige Fabrikarbeiter.
In der Gasse wohnten zwei der Dürener Originale, Laute Dei und Bubbel Adam.
In der Grünlage zwischen der Stürtzstraße und der Kämergasse steht der Spießenturm mit einem Stück der alten Stadtmauer.